# Frank Ocean

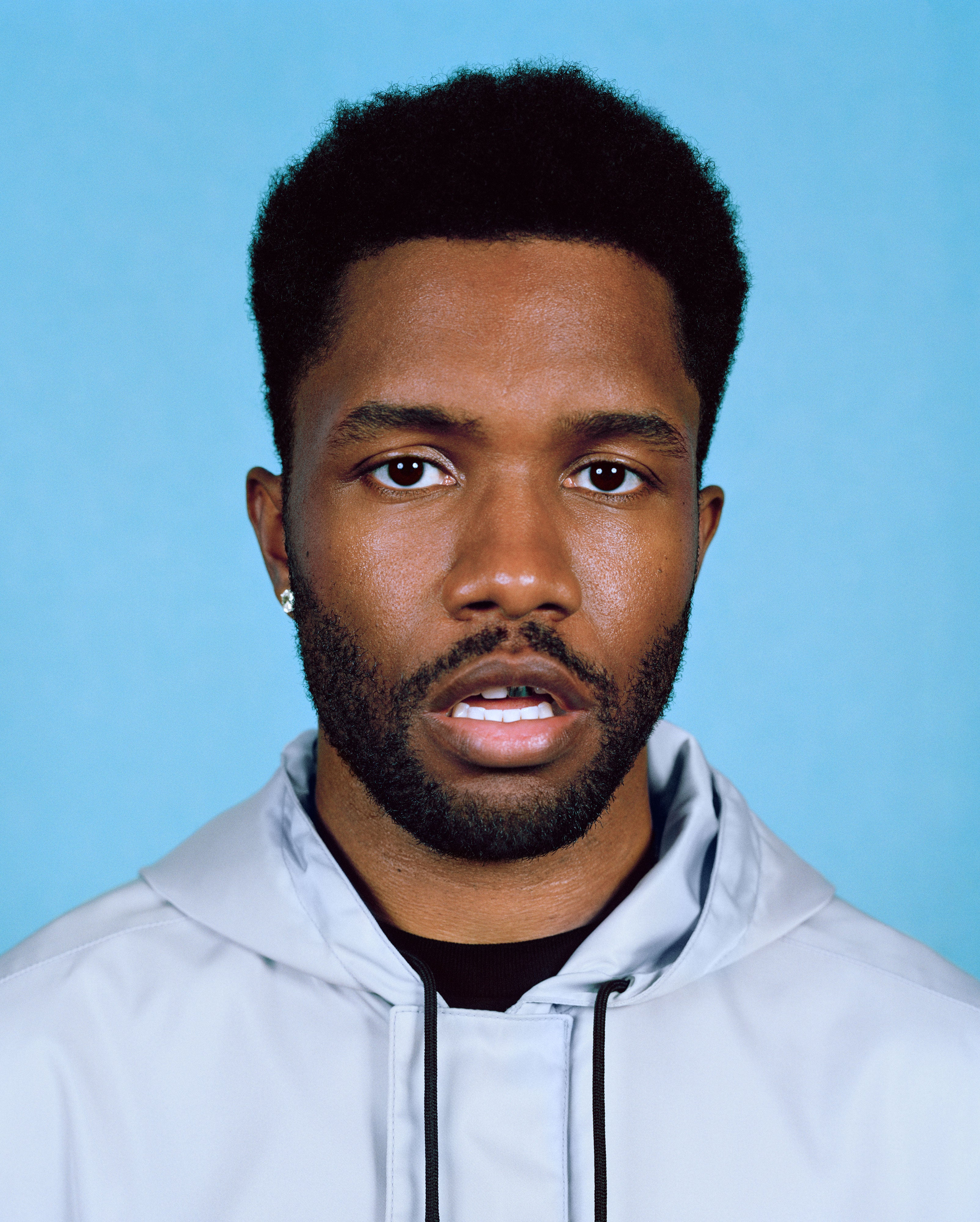
Frank Ocean (2021)

Christopher Francis „Frank“ Ocean (* 28. Oktober 1987 in Long Beach, Kalifornien als Christopher Edwin Breaux) ist ein US-amerikanischer Singer-Songwriter, R&B-Musiker, Rapper, Musikproduzent und Fotograf, der auch als Songwriter für andere Künstler in Erscheinung tritt. In letztgenannter Funktion wird er zeitweise auch als Lonny Breaux aufgeführt. Neben seiner Tätigkeit als Solokünstler ist er auch als Mitglied des Musik-Kollektivs Odd Future Wolf Gang Kill Them All, kurz Odd Future oder OFWGKTA, bekannt.
Zunächst als Ghostwriter tätig, hatte Ocean seinen Durchbruch mit der Debüt-Veröffentlichung Nostalgia, Ultra und der ausgekoppelten Single Novacane. Zwischenzeitlich erschienen weitere zwei Soloalben, eine Kompilation und ein visuelles Album. Trotz der Abwechslung in Stil und Klang waren diese kommerziell erfolgreich und wurden mehrfach prämiert, unter anderem mit dem Grammy Award.

## Leben und Karriere

### Kindheit und Jugend
Frank Ocean wurde am 28. Oktober 1987 als Christopher Breaux in Long Beach im US-Bundesstaat Kalifornien geboren und zog im Alter von fünfeinhalb Jahren nach New Orleans im Bundesstaat Louisiana. Zuvor war seine Familie mehrmals umgezogen. Als Ocean sechs Jahre alt war, verließ sein Vater ohne Ankündigung die Familie, nachdem er zuvor eine Kellnerin aufgrund ihrer Transgeschlechtlichkeit vor den Augen seines Kindes beschimpft und erniedrigt hatte. Das Abhanden-Sein einer Vaterfigur und insbesondere diese Situation thematisierte Ocean später häufig in seinen Liedern. Inspiriert durch seine Mutter verfolgte er bereits als Kind das Ziel, Musiker zu werden, und übernahm in Folge verschiedene Aufgaben in der Nachbarschaft, um sich ein Tonstudio finanzieren zu können.

### 2005–2010: Karrierebeginn und Bekanntschaft mitOdd Future
Bis März 2006 wuchs Ocean in seiner Heimatstadt New Orleans auf und begann kurz vor seinem Umzug ein Studium an der University of New Orleans, ehe der Hurrikan Katrina im August 2005 seine Heimatstadt traf. Da nach dem Hurrikan das Aufnahmestudio, in dem er damals an seiner Musik arbeitete, ausgeraubt und durch Flutwasser zerstört wurde und zudem seine Ausstattung ruiniert war, waren weitere Aufnahmen nicht mehr möglich, sodass er im März 2006 mit seiner damaligen Freundin nach Los Angeles fuhr und seitdem dort wohnt. Ursprünglich hätte er lediglich sechs Wochen in der Stadt bleiben wollen, um dort einige Lieder in einem Tonstudio eines Freundes aufzunehmen, die er bereits in New Orleans komponiert hatte. Zu Beginn seiner Karriere in Los Angeles, vor seinem Durchbruch als Musiker, arbeitete er in 13 verschiedenen Jobs, da er meist nach kurzer Zeit wieder gefeuert wurde. Grund hierfür war, dass er seine Zeit oft bis in die frühen Morgenstunden in Tonstudios verbrachte, sodass er anschließend zu spät zur Arbeit erschien.
Erstmals einem breiteren Publikum bekannt wurde Ocean 2008 als Songwriter für andere Künstler. Damals schrieb er zusammen mit anderen Komponisten das Lied 1st & Love für die Contemporary-R&B-Sängerin und Grammy-Gewinnerin Brandy. Wenige Monate zuvor, im Alter von 19 Jahren, verzeichnete er bereits einen ersten geringen Erfolg mit dem erstmaligen Verkauf eines von ihm mitkomponierten Liedes. Dabei handelte es sich um I Fell, das der R&B-Sänger Noel Gourdin für sein 2008 erschienenes Album After My Time aufnahm. Unter anderem zusammen mit dem Produzenten Dapo Torimiro sowie John Legend selbst schrieb er ebenfalls 2008 das Musikstück Quickly, welches im Oktober auf dessen Album Evolver veröffentlicht wurde. 2009 komponierte er mit anderen Songwritern den Titel Bigger aus der Debütveröffentlichung des kanadischen Musikers Justin Bieber. Diese Tätigkeiten nutzte Ocean eigenen Aussagen zufolge dazu, Kontakte zu Musikproduzenten und anderen Personen aus dem Bereich der Musik aufzubauen und zu entwickeln.
Ende 2009 traf Ocean auf die bereits seit 2007 bestehende Hip-Hop-Gruppe Odd Future Wolf Gang Kill Them All, die weitestgehend unter dem Namen Odd Future bekannt ist und aus zwölf Männern besteht, die meist drei bis vier Jahre jünger sind als Ocean selbst. Er lernte die Gruppe rund um Frontmann und Rapper Tyler, the Creator, deren Mitglieder allesamt aus dem Einzugsgebiet Los Angeles stammen, durch gemeinsame Freunde kennen und ist seitdem selbst Mitglied bei Odd Future. Ebenfalls gegen Ende des Jahres 2009 unterschrieb er seinen ersten Plattenvertrag bei Def Jam Recordings, der ab dem folgenden Januar offiziell gültig war. Zu diesem Vertrag kam Ocean durch Christopher „Tricky“ Stewart, den er durch seine Arbeit als Songwriter kennengelernt hatte. Stewart, der damals einen Job als A&R bei der The Island Def Jam Music Group hatte, hörte einige Demo-Aufnahmen von Ocean und überzeugte ihn schließlich von einer Karriere als Sänger. In verschiedenen Interview sagte Ocean später, dass er bis zu seinem Erfolg mit dem im Februar 2011 erschienen Mixtape Nostalgia, Ultra keinerlei Bindung zu seiner Plattenfirma hatte und von dieser ignoriert worden sei. Mittlerweile sei die Beziehung jedoch intakt.
Im März 2011 wurde bekannt, dass Frank Ocean, dessen Geburtsname eigentlich Christopher Edwin Breaux ist, an seinem 23. Geburtstag im Oktober zuvor seinen Namen über die Website LegalZoom offiziell in Christopher Francis Ocean geändert hatte. Seine Entscheidung begründete er damit, dass niemand über seinen Namen definiert wird und die Änderung sich für ihn einfach gut angefühlt hätte.

### Ab 2011: Debüt als Solokünstler und erste Zusammenarbeit mit Odd Future

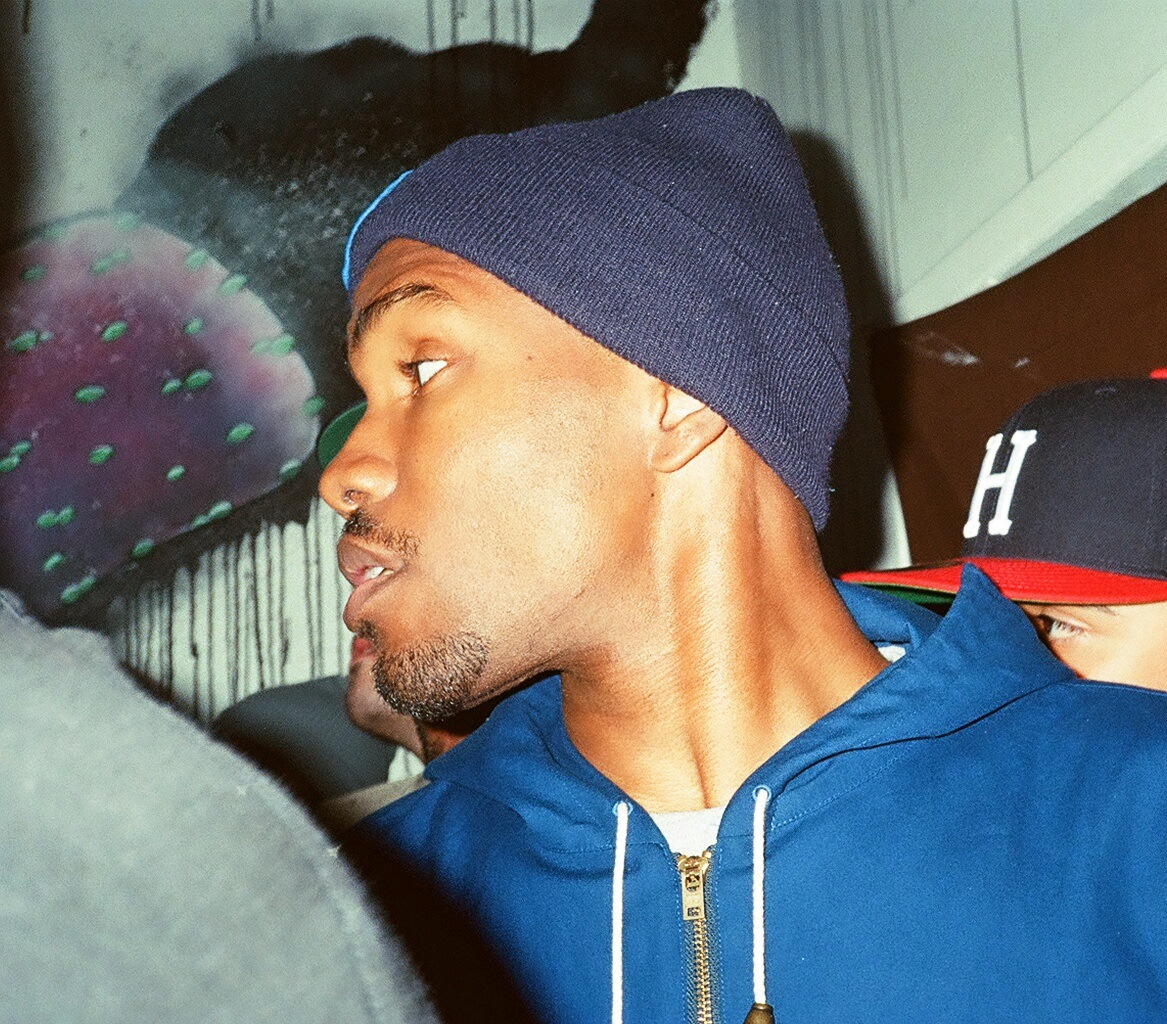
Frank Ocean (2011)

Am 18. Februar 2011 erschien das Mixtape Nostalgia, Ultra, welches seine erste Veröffentlichung überhaupt darstellte. Er veröffentlichte es ohne die Hilfe seines Plattenlabels Def Jam Recordings, da die Beziehung damals unterkühlt war. Das Mixtape wurde von Kritikern hoch gelobt, wobei es bei der Website Metacritic beispielsweise einen Metascore von 83 bei insgesamt 100 möglichen Punkten erreichte. Der Wert basierte auf neun unterschiedlichen Rezensionen über die Veröffentlichung. Nach dem Erfolg des Mixtapes besserte sich die Beziehung von Ocean und seinem Plattenlabel zum Positiven, außerdem zeigten sich die Hip-Hop-Musiker und Grammy-Award-Gewinner Kanye West, Lupe Fiasco sowie Nas begeistert von dem Sänger. Später wählten die britische Tageszeitung The Guardian die Veröffentlichung auf Rang drei ihrer Liste der besten Alben des Jahres 2011. In der Redaktion des Magazins Complex ehrte man sie mit Platz vier in der Rangliste der besten Alben sowie Position zwei in der Kategorie der Mixtapes. Im März äußerte sich die Band Eagles mithilfe eines offiziellen Statements, dass man Ocean verklagen würde, wenn er das Lied American Wedding live vor Publikum singen würde. Das Musikstück, welches sich auf seinem Mixtape Nostalgia, Ultra befindet, enthält ein Sample des Liedes Hotel California. Da in den Medien spekuliert wurde, dass aufgrund des nicht-kommerziellen Charakters des Mixtapes keinerlei Rechtswidrigkeit zu erkennen sei, vertrat auch Ocean diese Meinung. Im März arbeitete Ocean zusammen mit der Contemporary-R&B-Sängerin Beyoncé Knowles zusammen an einem Lied für deren viertes Studioalbum 4. Dabei handelte es sich um den Titel I Miss You.
Im April gründete die Gruppe Odd Future ein eigenes Plattenlabel, bei dem Ocean seitdem zusätzlich neben Def Jam Recordings unter Vertrag steht. Wenig später, im Mai, veröffentlichte Ocean mit dem Lied Novacane die erste Single aus seinem Mixtape, welche Platz 82 der Billboard Hot 100 erreichte. Eine zweite Single, welche den Namen Swim Good trug, erlangte hingegen keine Chartplatzierung. Im selben Monat kündigte man zudem eine kommerzielle Wiederveröffentlichung des Mixtapes an, welche als EP sieben Lieder umfassen sollte und den Namen Nostalgia Lite tragen wird. Später nahm man aus unbekannten Gründen jedoch Abstand von diesem Plan und veröffentlichte die Extended Play nicht. Über den Sommer hinweg gab Ocean bekannt, zusammen mit Kanye West und Jay-Z an neuer Musik für deren Kollaborationsalbum Watch the Throne zu arbeiten. Letztlich war er bei der Veröffentlichung der CD im August 2011 an zwei Liedern als Gastmusiker beteiligt. Nachdem er im November einige Konzerte in den USA und in Europa gespielt hatte, wurde er im Januar 2012 in der einflussreichen Prognose Sound of … des britischen Fernsehsenders BBC auf Platz zwei der Zukunftsprognose gewählt. Dabei musste er sich lediglich dem Soul-Sänger Michael Kiwanuka geschlagen geben.
Im März 2012 erschien das Debütalbum von Odd Future, welches den Namen The OF Tape Vol. 2 trug. Es war die erste Veröffentlichung der Gruppe, bei dem Ocean als Mitglied dieser mitwirkte. Es erreichte Rang fünf der Billboard 200 und platzierte sich auf Position 40 in Großbritannien. Anschließend widmete sich Ocean wieder vermehrt seinem Debütalbum, welches den Namen Channel Orange trug und am 10. Juli 2012 als Download in den USA erschien, ab dem 17. Juli war es auch auf CD erhältlich. Das Album erreichte in England und den USA Rang zwei und stieg in Deutschland auf Position 47 ein. Am 17. April veröffentlichte man dabei die erste Single Thinkin Bout You, welche Rang 72 in den USA erlangte. Die zweite Single trug den Namen Pyramids und erschien im Juni, stieg jedoch nicht in die Billboard Hot 100 ein. Die dritte Single Sweet Life wurde am 6. Juli veröffentlicht.
Am 20. August 2016 erschien nach über vier Jahren sein zweites Album Blonde.

## Musikalischer Stil

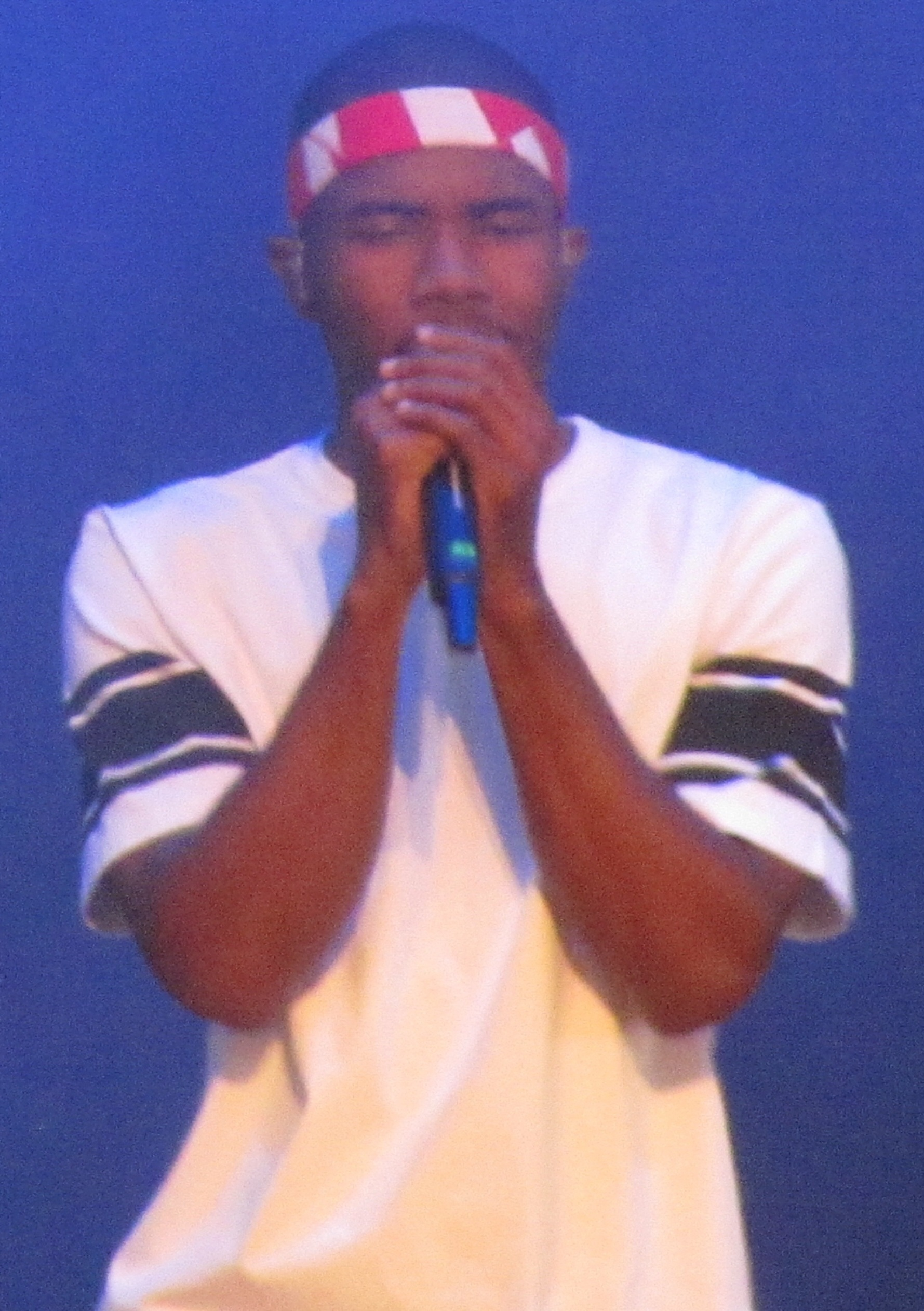
Frank Ocean (2013)

### Lyrik und Songwriting
Ocean begann seine Karriere als Songwriter für andere Künstler wie John Legend, Brandy und Justin Bieber, worüber er in Interviews jedoch nicht gerne redet. Er betrachtet diese Zeit lediglich als Einstieg für seinen späteren musikalischen Weg und möchte sich nicht mit vergangenen Dingen rühmen, da es keinen wesentlichen Aspekt in seinem Werdegang darstellt. Außerdem legt er viel Wert darauf, die Hörer seiner Musik nicht durch äußere Einflüsse zu beeinflussen, sondern bevorzuge es, wenn diese vollkommen unvoreingenommen an seine Werke und auch die Werke anderer Künstler herangehen.
Neben seiner Tätigkeit als Songwriter ist Ocean für eine bildhaft genaue Darstellung seiner Liedtexte bekannt. Aus diesem Grund lässt sich die Metapher als wichtigstes Stilmittel von Ocean Liedtexten erkennen. Er selbst beschrieb den Schreibprozess als eine Visualisierung jeder einzelner Zeile eines Songtextes. Durch diese Technik versucht er, die Botschaft eines von ihm komponierten Musikstücks genau zu übermitteln. Der Inhalt seiner Texte wird hauptsächlich durch seine eigenen Erfahrungen inspiriert, sodass sämtliche Liedtexte eine Verbindung zu realen Geschehnissen haben.
Eine weitere Besonderheit an der Musik Oceans sind die teilweise verwirrenden Genre-Angaben, die er zur Charakterisierung seiner Musik verwendet. Für sein Debütmixtape Nostalgia, Ultra nutzte er zum Beispiel die Musikrichtungen Bluegrass sowie Death Metal als Angabe, obwohl sie sich vielmehr durch die Beschriftung Contemporary R&B beschreiben ließe. Als Grund für diese Handlungen führte er an, dass es für ihn und auch für anderen Menschen keine Rolle spielen sollte, welcher Musikrichtung ein Album zugeschrieben wird.

### Musikproduktion
In seiner bisherigen Karriere trat Ocean bereits auch als Musikproduzent in Erscheinung, auch wenn er diese Funktion ausschließlich bei Liedern einnimmt, bei denen er selbst als Sänger mitwirkte. In einem Interview beschrieb er sich selbst als traditionellen Produzenten, der weniger Beats kreiere, sondern diese vielmehr von Bekannten und Freunden erhalte und anschließend weiterverwertete. Da er zu Beginn seiner Karriere als Songwriter gearbeitet hatte, griff er nun auf diese dort gesammelten Erfahrungen und Bekanntschaften zurück, weil er das Ziel verfolgte, allein an seiner Musik zu arbeiten und dabei keinerlei fremde Hilfe zugestanden zu bekommen.

## Privatleben
Anfang Juli 2012 veröffentlichte Ocean einen offenen Brief in seinem Blog bei der Plattform Tumblr, dessen Inhalt ursprünglich für das Booklet seines Debütalbums Channel Orange gedacht war. Zuvor waren nach einer Veranstaltung für Medienvertreter, bei der man einige Lieder des bevorstehenden Albums hören konnte, Gerüchte über die Sexualität des Sängers entstanden, da dieser in einigen Musikstücken wie beispielsweise Bad Religion, Pink Matter und Forrest Gump, die hauptsächlich das Thema Liebe behandeln, Wörter verwendete, die eindeutig auf einen Mann als Lebenspartner schließen lassen. Mithilfe des Briefes erläuterte Ocean seine Erlebnisse aus dem Sommer, als er 19 Jahre alt war. Darin schrieb er, dass er sich damals in einen gleichaltrigen Mann verliebte, welchen er später als seine erste Liebe bezeichnete. Seine damalige Situation und die Erkenntnisse bezüglich seiner Gefühle beschrieb er als hoffnungslos und heimtückisch, da er keinen Ausweg gesehen habe. Obwohl sein damaliger Freund die Gefühle nicht erwiderte, stellte Ocean seine vorhergehenden Beziehungen mit Frauen infrage und bezeichnete die Erinnerungen als eine Sprache, die ich noch nicht verstand.
Nach der Bekanntmachung über seine Bisexualität äußerten sich viele Kollegen von Ocean, unter anderem Tyler, the Creator oder 50 Cent, positiv über ihn und lobten ihn für seine Offenheit. Der Musik- und Modeunternehmer Russell Simmons verfasste für die Website Global Grind einen kurzen Gratulations-Artikel an Ocean und bezeichnete dessen Geständnis als einen großen Tag für die Hip-Hop-Musik. Die Redaktion des deutschen Hip-Hop-Magazins Juice äußerte in einem Beitrag, dass Oceans Privatleben eigentlich bedeutungslos sei. Da Ocean jedoch „der erste erfolgreiche und überaus relevante Vertreter der HipHop- und R’n’B-Szene ist, der sich outet“, komme sein Bekenntnis beinahe einem „Paradigmenwechsel“ gleich.

## Trivia
Im Januar 2013 geriet Ocean in Los Angeles wegen eines Parkplatzes in eine Auseinandersetzung mit dem Sänger Chris Brown. Der Parkplatz befand sich vor einem Tonstudio in Hollywood. Die Polizei in Los Angeles gab an, Brown sei befragt worden, da Brown Ocean geschlagen habe.

## Diskografie

### Solokarriere
Studioalben

| Jahr | Titel Musiklabel                        | Höchstplatzierung, Gesamtwochen, AuszeichnungChartplatzierungen (Jahr, Titel, Musiklabel, Platzierungen, Wochen, Auszeichnungen, Anmerkungen) | Höchstplatzierung, Gesamtwochen, AuszeichnungChartplatzierungen (Jahr, Titel, Musiklabel, Platzierungen, Wochen, Auszeichnungen, Anmerkungen) | Höchstplatzierung, Gesamtwochen, AuszeichnungChartplatzierungen (Jahr, Titel, Musiklabel, Platzierungen, Wochen, Auszeichnungen, Anmerkungen) | Höchstplatzierung, Gesamtwochen, AuszeichnungChartplatzierungen (Jahr, Titel, Musiklabel, Platzierungen, Wochen, Auszeichnungen, Anmerkungen) | Höchstplatzierung, Gesamtwochen, AuszeichnungChartplatzierungen (Jahr, Titel, Musiklabel, Platzierungen, Wochen, Auszeichnungen, Anmerkungen) | Anmerkungen                                                 |
| Jahr | Titel Musiklabel                        | DE | AT | CH | UK | US | Anmerkungen                                                 |
| ---- | --------------------------------------- | --- | --- | --- | --- | --- | ----------------------------------------------------------- |
| 2012 | Channel Orange Def Jam Recordings (UMG) | DE28 (5 Wo.)DE | — | CH20 (25 Wo.)CH | UK2 Platin · (66 Wo.)UK | US2 Gold · (… Wo.)US | Erstveröffentlichung: 10. Juli 2012 Verkäufe: + 1.155.000   |
| 2016 | Blonde Selbstverlag                     | — | — | CH54 a (… Wo.)CH | UK1 Platin · (… Wo.)UK | US1 Platin · (… Wo.)US | Erstveröffentlichung: 19. August 2016 Verkäufe: + 1.500.000 |

## Auszeichnungen und Nominierungen
- GQ[32]
  - „Rookie of the Year“

- BET Hip Hop Awards 2011[33][34]
  - „Best Mixtape“ für Nostalgia, Ultra (Nominierung)
  - „Rookie of the Year“ (Nominierung)

- Soul Train Music Awards 2011[35]
  - „Best New Artist“ (Nominierung)

- BBC[4]
  - Sound of … (2. Platz)

- Grammis[36][37]
  - „International Album of the Year“ für Nostalgia, Ultra (Nominierung)

- MTV Video Music Awards 2012[38][39]
  - „Best New Artist“ für Swim Good (Nominierung)
  - „Best Male Video“ für Swim Good (Nominierung)
  - „Best Direction in a Video“ für Swim Good (Regisseur: Nabil Elderkin) (Nominierung)

- Q Awards[40]
  - „Q’s Best New Thing“ (Nominierung)

- Soul Train Music Awards 2012[41]
  - „Album of the Year“'
- Grammy Awards 2013
  - „Record of the Year“ für Thinkin About You (Nominierung)
  - „Album of the Year“ für Channel Orange (Nominierung)
  - „Best New Artist“ (Nominierung)
  - „Best Urban Contemporary Album“ für Channel Orange
  - „Best Short Form Music Video“ für No Church in the Wild (Nominierung)
  - „Best Rap/Sung Collaboration“ für No Church in the Wild

- BRIT Awards 2013
  - „International Male Solo Artist“